# Josef Kudela

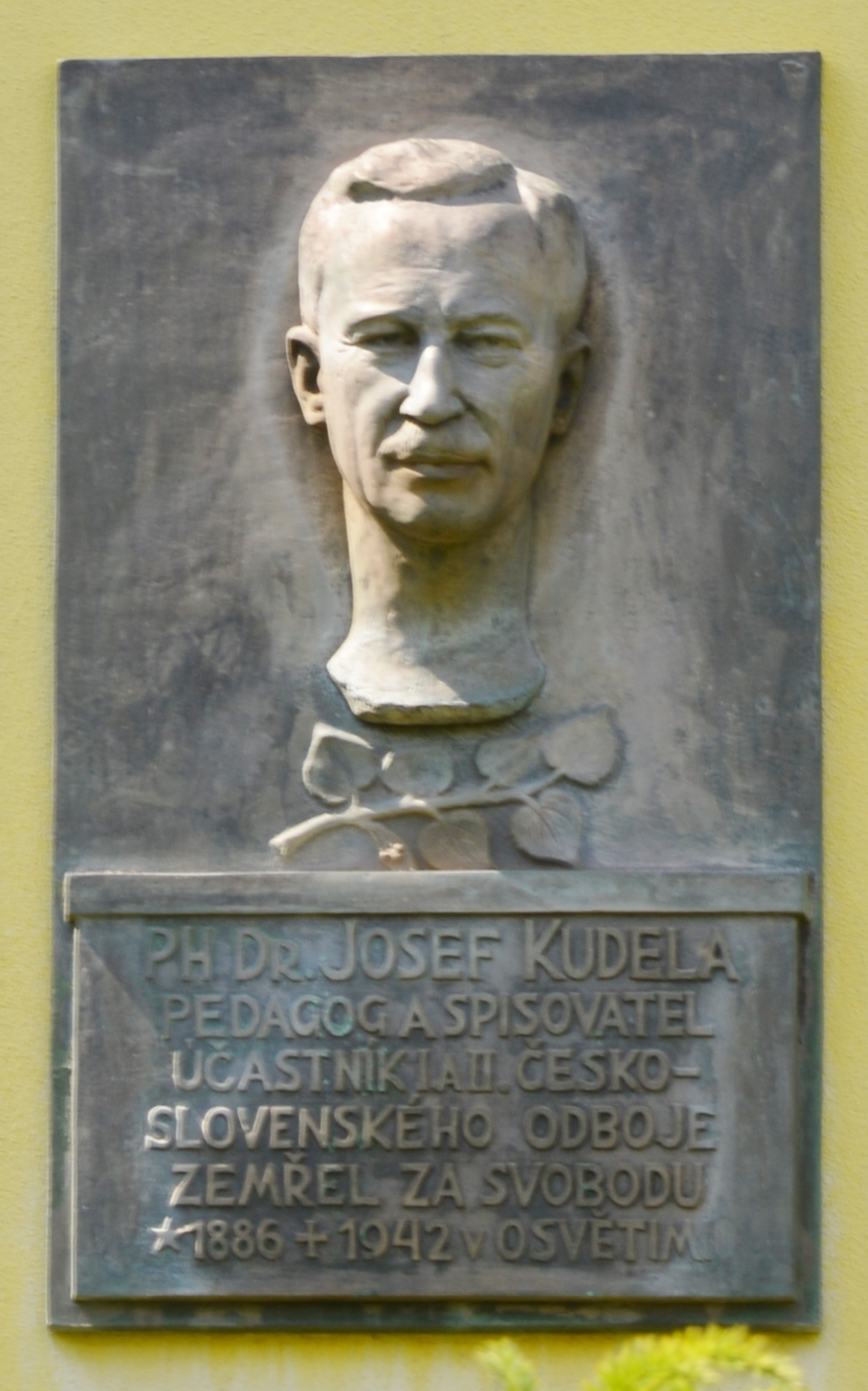
Pamětní deska na průčelí rodinného domu v Brně

Josef Kudela (27. května 1886 Horní Lhota – 23. března 1942 Auschwitz) byl legionářský spisovatel a pedagog.

## Život

### Mládí
Josef Kudela se narodil v Horní Lhotě (dnes okres Ostrava-město) rodině šafáře Františka Kudely a jeho manželky Františky, rozené Žebrákové. Po maturitě se odstěhoval do Prahy, kde vystudoval klasickou filologii. Před válkou byl činný v realistické straně a navštěvoval přednášky Tomáše Garrigua Masaryka na universitě. Po absolvování univerzity se vrátil do rodného kraje, kde učil na gymnáziích v Moravské Ostravě, Přerově, Orlové, Kyjově a Strážnici.

### Činnost v československých legiích
V průběhu první světové války narukoval do rakousko-uherské armády a 23. září 1915 byl na ruské frontě u Lucka zajat. Ještě před tím, než se doslechl o československém odboji a dobrovolnických jednotkách, začal v zajateckém táboře agitovat ve prospěch české nezávislosti, jak o tom sám napsal: „Měl jsem tam přednášku o historickém vývoji českého národa. … Výklad měl dvě hlavní vůdčí myšlenky; jedna byla založena na slovech Palackého, že smysl našich dějin je v boji s němectvím a že tedy i v této válce docela ve shodě s celým svým dějinným vývojem postavil se národ svým smýšlením na stranu nepřátel Německa, druhá pak ukazovala, že náš národ ve světových srážkách pokroku a reakce stál vždy na straně pokroku, tak tomu bylo za válek husitských, tak tomu bylo za války třicetileté.“  8. června 1916 podal přihlášku do československého vojska, kam byl přijat v hodnosti podporučíka.
Ještě v roce 1916 se výrazně angažoval po boku J. Patejdla proti aktivitám J. Düricha v Rusku ve jménu jednoty odboje pod Masarykovým vedením. Poté pracoval v redakci deníku Čechoslovan v Kyjevě. Již v této době byl znám zapisováním záznamů ze schůzí, kterých se zúčastnil, do objemného sešitu, které si pořizoval pro budoucí použití a který byl marně hledán po jeho smrti.
Participoval na zřízení Masarykovi podřízené Odbočky Čs. Národní rady v Rusku (OČSNR), do které byl zvolen do výboru pro propagační činnost 4. srpna 1918 a poté působil jako šéfredaktor Československého deníku v letech 1918 až 1920 a stal se náčelníkem Informačně osvětového odboru legií. Prakticky tak řídil veškerý tisk na Sibiři a s trochou nadsázky ho lze označit za hlavního ideologa legionářů v Rusku. Pod pole působnosti tohoto orgánu spadaly také aktivity jako stavění pomníků po délce Sibiře, mobilní tiskárna, symfonický orchestr s dirigentem R. Karlem a divadelní oddělení, kde například začínal český herec Zdeněk Štěpánek. Tento odbor měl také ještě na půdě Ruska například svou vlastní dílnu, která navrhovala a realizovala pomníky padlým legionářům po celé délce Sibiřské magistrály. Již na Sibiři je hlavní náplní ideologického oddělení vojska starost o politiku paměti. V prvé řadě shromažďovalo historicko-archivní oddělení dokumenty, rozkazy, autentické kusy časopisů a podobně a shromáždili úctyhodný počet kartonů, které se později staly základem archiválií Památníku Odboje a jejího nástupce, dnešního Vojenského historického ústavu.

### Meziválečné období
Po návratu působil jako učitel na gymnáziu v Brně, v roce 1937 se stal jeho ředitelem. Byl mimo jiné také svobodným zednářem a sokolem a v neposlední řadě členem dozorčí rady Legiobanky.

### Období německé okupace

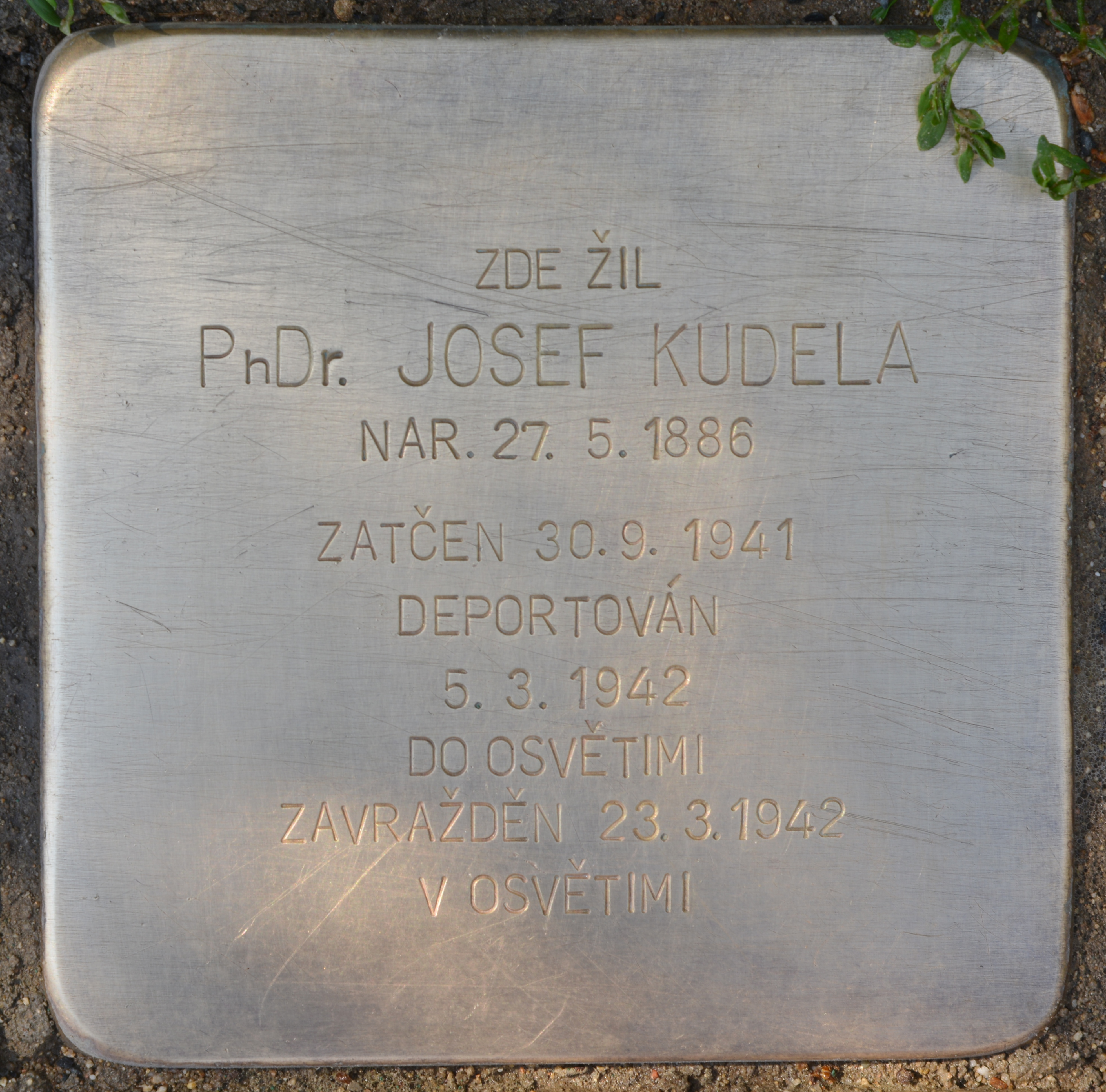
Stolperstein Josefa Kudely v Brně

V době německé okupace se zapojil do odbojové skupiny Obrana národa (ON). Byl zatčen 30. září 1941 a vězněn v Brně. 5. března 1942 byl převezen do koncentračního tábora Osvětim, kde jeho život skončil už 23. března téhož roku.

## Spisovatelská činnost
Současně s pedagogickou činností se věnoval rozsáhlým literárním aktivitám a svá díla publikoval. Databáze Národní knihovny ČR uvádí přes 100 publikací (některé jsou uvedeny opakovaně) jejichž byl autorem nebo na jejichž vydání se aktivně podílel.
Rozsáhlá aktivita a spojení historické práce s osvětovými cíli byly na něm oceňovány, neboť „ vykonal nesmírné dílo pro uvědomění našeho lidu a pro šíření legionářské myšlenky mezi ním. To byla ta drobná práce, kterou po inteligenci žádal Masaryk, a kterou Kudela, jeho oddaný žák, plnil co nejsvědomitěji.“
Založil a vedl nakladatelské družstvo Moravský Legionář, které bylo součástí struktur Československé obce legionářské . Kudela „tematicky neusiloval podle Masarykova požadavku drobné práce o jednorázové celkové zpracování historie odboje, nýbrž zkoumal základní prvky podle odborného zájmu i z vnějších podnětů, jimiž byly výročí a oslavy, tvořící součást státního života mladé republiky.“ 
Kudela psal o událostech, na kterých participoval, měl o nich poznámky a jeho dílo je rozloženo do období 20 let. Některé Kudelovy práce jsou chápány jako příspěvky k historiografii odboje a bývá obecně oceňován pro faktografickou spolehlivost. Věnoval pozornost křivdám, kterých se na bývalých legionářích dopouštěla státní byrokracie.

## Dílo
- Rozval armády (1921) – deník plukovníka Vacetise, z ruštiny přeložil, úvodní poznámky a doslov [10]
- Přehled vývoje čsl. revolučního hnutí na Rusi do odchodu čsl. armádního sboru z Ukrajiny (1923) – šestá přednáška cyklu Československá Revoluce, proslovena 29. března 1923 [11]
- V počátcích revoluce (1923) – vzpomínky a vypravování [12]
- V řadách České družiny a Československé brigády (1925) – příhody a zkušenosti starodružiníkovy [13]
- Washingtonská deklarace (1925) [14]
- Dva měsíce v Řecku (1926) [15]
- Rok 1917 v dějinách odboje (1927) [16]
- Rok 1918 v dějinách odboje, Část I. (1928) – Leden-červen [17]
- Rok 1918 v dějinách odboje, Část II. (1928) – Červenec-prosinec [18]
- Deník plukovníka Švece (1929) – k tisku připravil Josef Kudela [19]
- Masaryk, vychovatel legií (1934) – přednáška k 84. narozeninám presidenta T.G. Masaryka [20]